# Luise Weiß
Luise Weiß (Lebensdaten unbekannt) ist eine ehemalige deutsche Fußballspielerin.

## Karriere
Weiß gehörte dem FC Bayern München als Abwehrspielerin an. Während ihrer Vereinszugehörigkeit erreichte sie mit der Mannschaft dreimal das Finale um die Deutsche Meisterschaft.
Sie bestritt zum ersten Mal das im Jahr 1979 in Hin- und Rückspiel ausgetragene Finale und debütierte am 17. Juni im Städtischen Stadion an der Grünwalder Straße vor 800 Zuschauern bei der 2:3-Niederlage gegen die SSG 09 Bergisch Gladbach. Mit dem in der zweiten Minute erzielten Tor zum 1:0 durch Doris Kresimon am 24. Juni im Stadion An der Paffrather Straße ging der Meistertitel zum zweiten Mal an die Mannschaft aus dem Bergischen Land.
Sie kam an gleicher Stätte am 17. Juni 1982 und ebenfalls bei der SSG 09 Bergisch Gladbach im Finale zum Einsatz; auch diesmal verlor sie mit ihrer Mannschaft gegen den amtierenden Deutschen Meister – mit 0:6 fiel das Ergebnis deutlich aus.
In ihrem dritten Finale um die Deutsche Meisterschaft traf sie am 30. Juni 1985 erstmals auf den KBC Duisburg, wobei das Spiel im Duisburger Stadion an der Westender Straße – und die Meisterschaft – durch das von Anja Klinkowski in der 76. Minute erzielte einzige Tor der Begegnung zugunsten der Duisburgerinnen entschieden wurde.

## Erfolge
- Zweiter der Deutschen Meisterschaft 1979, 1982, 1985